# Veľké Kosihy
Veľké Kosihy (Hongaars:Nagykeszi) is een Slowaakse gemeente in de regio Nitra, en maakt deel uit van het district Komárno.
Veľké Kosihy telt 987 inwoners.